# Use Your Illusion I (video)
Use Your Illusion I è un video live/DVD dei Guns N' Roses. Registrato live a Tokyo, Giappone, nel 1992 durante l'Use Your Illusion Tour, il DVD contiene la prima parte del concerto, mentre la seconda verrà pubblicata nel video Use Your Illusion II.

## Tracce
1. Introduction
2. Nightrain
3. Mr. Brownstone
4. Live And Let Die
5. It's So Easy
6. Bad Obsession
7. Attitude
8. Pretty Tied Up
9. Welcome to the Jungle
10. Don't Cry
11. Double Talkin' Jive
12. Civil War/Voodoo Chile
13. Wild Horses
14. Patience
15. November Rain